# Gugulethu
Gugulethu (s'écrit aussi Guguletu) est un township d'Afrique du Sud, situé dans les Cape Flats à 15 km à l'est de la ville du Cap. Il est administré par la municipalité métropolitaine de la ville du Cap.

## Étymologie
Le nom de Gugulethu est une contraction de igugu lethu qui signifie Notre fierté en xhosa.

## Localisation
Gugulethu est situé dans la banlieue est de l'aéroport international du Cap, au sud de la N2 et du faubourg de Matroosfontein.
La route principale qui traverse le township est Steve Biko Drive (anciennement NY1 pour Native Yard 1).

## Quartiers
Le township de Gugulethu se divise en 9 secteurs  : Barcelona, Europe, Gugulethu SP, Kanana, Lusaka, New Rest, Phola Park, Vukuzenzele et Zondi

## Démographie
Selon le recensement de 2011, Gugulethu compte 98 468 habitants, essentiellement issus de la communauté bantou (98,58 %) de langue xhosa (88,56 %). Les Coloureds représentent 0,87 % des habitants et les blancs environ 0,04 % des résidents.

## Historique
Le township de Gugulethu, créé en 1958, s'appelait à l'origine Nyanga West et était une extension du township voisin de Nyanga. Tous deux furent établis dans les années 1950 et 1960 en application du Group Areas Act pour loger les populations noires à l'écart des autres groupes de population (blancs, coloureds). Destiné d'abord à loger les nouveaux travailleurs migrants originaires du Transkei et du Ciskei, Gugulethu et Nyanga allaient aussi servir à désengorger le seul township jusque-là existants pour les noirs dans la région du Cap, qui était celui de Langa.
Gugulethu et Nyanga allaient aussi accueillir de nombreuses personnes expulsées de zones re-classifiées blanches de la ville du Cap comme celles qui résidaient dans le District Six ou de quartiers tels Windermere réservés à la population coloured.
Gugulethu fut un foyer de contestation de l'apartheid où recrutaient des mouvements tels le Congrès national africain (ANC) et le Congrès panafricain d'Azanie (PAC). En mars 1986, sept membres de Umkhonto we Sizwe, la branche armée de l'ANC, furent tués par la police lors d'une embuscade (les 7 de Gugulethu).

### Massacre de Gugulethu
Le massacre de Gugulethu est une fusillade de masse survenue durant l'après-midi du 2 novembre 2020, dans une maison à NY78, à Gugulethu, près du Cap, en Afrique du Sud faisant 8 morts âgés de 30 à 50 ans et 1 blessé. 7 personnes sont mortes sur les lieux (3 femmes et 4 hommes) tandis qu'une autre est décédée plus tard à l'hôpital.
Les résidents locaux ont rapporté aux médias que la fusillade était liée à un conflit entre les Guptas et les gangs de rue de Boko Haram. D'autres rapports de résidents locaux ont indiqué que le meurtre avait été commis par le gang Boko Haram visant une femme locale, tuée sur les lieux, qui a refusé de verser de l'argent d'extorsion au gang. Le forum de développement de Gugulethu a déclaré que les meurtres étaient «liés à la drogue».

## Situation sociale
Gugulethu est un quartier très difficile qui souffre de pauvreté, de criminalité et de chômage.

## Politique
Les quartiers de Gugulethu se partagent entre le 11e arrondissement (sub council 11) et  le 14e arrondissement du Cap  (sub council 14). Ils se partagent également entre six circonscriptions municipales : 
- la circonscription municipale no 38 (Gugulethu - Nyanga) dont le conseiller municipal est Luvuyo Zondani (ANC)[2].
- la circonscription municipale no 40 dont le siège de conseiller municipal est vacant.
- la circonscription municipale no 41 dont le conseiller municipal est Maneli Msindwana (ANC)[3].
- la circonscription municipale no 42 (Gugulethu - Manenberg au sud de The Downs Road, à l'est de Duinefontein Road, au nord de Lansdowne Road, à l'ouest de Vygekraal Road) dont le conseiller municipal est Coetzee Ntotoviyane (ANC)[4].
- la circonscription municipale no 44 (Gugulethu - Heideveld - Vanguard - Welcome) dont le conseiller municipal est Anthony Moses (DA)[5]
- la circonscription municipale no 45 dont le conseiller municipal est Siyabulela Mamkeli (DA)[6].

## Personnalités liées à ce township
- Sindiwe Magona, auteure[7]
- Mamela Nyamza, danseuse et chorégraphe[8]